# Black Panther (seriefigur)
Black Panther är en superhjälte från Marvel Comics skapad av Stan Lee och Jack Kirby. Han var den första svarta superhjälten som syntes i en amerikansk tidning. Debuten gjorde han i serietidningen Fantastic Four #52 i juli 1966.
IGN rankade Black Panther som nr 51 på deras lista "Top 100 Comic Book Heroes", och sade att han kunde kallas för Marvels Batman.
Han spelades av Chadwick Boseman i den framgångsrika filmserien Marvel Cinematic Universe. Karaktären medverkar i filmerna Captain America: Civil War (2016), Black Panther (2018) och Avengers: Infinity War (2018).

## Bakgrund
Black Panthers alter ego är T'Challa, son till T'Chaka; kungen av den afrikanska nationen Wakanda. När jägaren Ulysses Klaw mördade T'Chaka i ett försök att ta landets sällsynta (fiktiva) ämne vibranium, svor T'Challa att hämnas sin far.

## Vänner och skurkar
- Monica Lynne – En sångare som räddade T'Challa från drunkning och kärleksintresse.
- N'Gassi – Rådgivare till T'Challa.
- Okoye – En livvakt till T'Challa.
- Drottning Divine Justice (Ce'Athauna Asira Davin) – Drottning över stammen Jabari i Wakanda och tidigare livvakt till T'Challa.
- Storm – Ororo Iqadi T'Challa (född Munroe), en medlem av X-Men och Black Panthers hustru.
- Shuri – T'Challas syster.
- W'Kabi – T'Challas lojala vän.
- Zuri – En nära vän till T'Challa och en av hans mest trogna rådgivare.
- Achebe – En fattig bonde som är bosatt i Sydafrika, efter att sålt sin själ till demonen Mephisto, blir han en skurk.
- Erik Killmonger (N'Jadaka) – En mäktig krigare och skurk.
- Malice – Skurk och tidigare livvakt till T'Challa.
- Man-Ape (M'Baku) – Härskare över Jabari och skurk.
- Ulysses Klaw – Mördare och förrädare.
- White Wolf – T'Challas adopterade yngre bror och skurk.

## I andra medier

### TV
2010 släpptes en animerad TV-serie, producerad av Marvel Animation och BET. Djimon Hounsou gjorde rösten till Black Panther.

### Film
Under 1990-talet planerades en filmversion med Wesley Snipes i huvudrollen, men någon inspelning kom aldrig till stånd.
I januari 2011 anlitade Marvel Studios dokumentärförfattaren Mark Bailey för att ta fram ett nytt manus. I oktober 2013 berättade Kevin Feige att en film var under utveckling. Den 28 oktober 2014 avslöjade Marvel Studios att en film planerades att släppas den 3 november 2017 och Black Panther skulle spelas av Chadwick Boseman. Karaktären dök först upp i filmen Captain America: Civil War (2016). Efter att Marvel Studios köpte upp rättigheterna till Spider-Man fördröjdes Black Panthers film till februari 2018. Filmen regisserades av Ryan Coogler och spelades in mellan januari och april 2017. Boseman återvände från Civil War och i övriga syns bland andra Michael B. Jordan, Lupita Nyong'o, Forest Whitaker, Angela Bassett, Martin Freeman och Andy Serkis. Filmen hade biopremiär i Sverige den 14 februari 2018 och fick positiv kritik. Black Panther/T'Challa återvänder även i filmen Avengers: Infinity War (2018).